# 武夷豹蛛
武夷豹蛛（学名：Pardosa wuyiensis）为狼蛛科豹蛛属的动物。在中国大陆，分布于福建等地。该物种的模式产地在福建武夷山。